# Gauci torony
A  Gauci torony (máltaiul: Torri tal-Gauci) erődített lakótorony Naxxarban, Máltán, amelyet Francesco Gauci építtetett családja és vagyona védelmére, miután egy kalóztámadás során feleségét elhurcolták. 1548-ban a szigeteket uraló Szent János-Rend megpróbálta kisajátítani, hogy a milícia Naxxar ezredének kapitányát szállásolja el benne. A torony tulajdonosa, Gauci petíciót nyújtott be a rekvirálás ellen, így a tornyot 1548. május 16-án visszaadták neki. A rend az ezredparancsnok részére új tornyot építtetett a közelben, a Kapitány tornyot.
A 16. században a Gauci torony és a Kapitány torony, valamint a Mdina alatti magaslaton lévő őrhely voltak a sziget északi részének legfontosabb védelmi építményei.
A torony viszonylag kicsi, négyzetes alaprajzú, kétszintes. Az alsó szint kissé robusztusabb, mint az emelet, tetején magas mellvéd fut körbe, amelyet lőrések, muskétaállások és dobozos dobónyílások szabdalnak. Közvetlenül a torony mellett áll a Gauci család lakóháza.

## Fordítás
Ez a szócikk részben vagy egészben  a    Gauci Tower című angol Wikipédia-szócikk ezen változatának fordításán alapul.  Az eredeti cikk szerkesztőit annak laptörténete sorolja fel. Ez a jelzés csupán a megfogalmazás eredetét és a szerzői jogokat jelzi, nem szolgál a cikkben szereplő információk forrásmegjelöléseként.

## Külső hivatkozások
- A máltai szigetek kulturális javainak nemzeti jegyzéke